# ردلی متزگر
رَدلی متزگر (انگلیسی: Radley Metzger؛ ۲۱ ژانویهٔ ۱۹۲۹ – ) کارگردان، تهیه‌کننده، تدوین‌گر، و ناشر فیلم اهل ایالات متحده آمریکا است. او به‌خاطر آثار پورنونگارانه‌اش که معمولاً از طراحی مجلل، فیلمنامهٔ هوشمندانه و زوایای دوربین نامتعارف سود می‌بردند، شناخته می‌شود. از جملهٔ این آثار می‌توان تصویر، امتیاز، کمیل ۲۰۰۰ و درز میستی بتهوون را نام برد.